# アンドレス・スコッティ
アンドレス・スコッティ（Andrés Scotti, 1975年12月14日 - ）は、ウルグアイ・モンテビデオ出身の元同国代表サッカー選手。ポジションはディフェンダー。
兄弟のディエゴ・スコッティもモンテビデオ・ワンダラーズFCやナシオナル・モンテビデオでプレーしたが、アンドレスと同時期に在籍したことはなかった。

## 経歴
1996年にセントラル・エスパニョールFCからデビューし、1997年にはモンテビデオ・ワンダラーズFCに移籍した。チリのCDウアチパト、メキシコのプエブラFCを経て2001年にウルグアイに復帰した。2003年にロシア・プレミアリーグのFCルビン・カザンに移籍し、2006年12月までプレーした。
ウルグアイ代表として2007年のコパ・アメリカに出場した。2009年9月9日のW杯予選・コロンビア代表戦で代表初ゴールを記録。

## 代表歴

### 出場大会
- ウルグアイ代表
  - 2010 FIFAワールドカップ

### 試合数
- 国際Aマッチ 40試合 1得点（2006年-2013年）[1]

| ウルグアイ代表 | 国際Aマッチ | 国際Aマッチ |
| 年             | 出場        | 得点        |
| -------------- | ----------- | ----------- |
| 2006           | 7           | 0           |
| 2007           | 10          | 0           |
| 2008           | 2           | 0           |
| 2009           | 5           | 1           |
| 2010           | 7           | 0           |
| 2011           | 4           | 0           |
| 2012           | 2           | 0           |
| 2013           | 3           | 0           |
| 通算           | 40          | 1           |

### 得点
| #  | 日時         | 場所         | 相手       | スコア | 最終結果 | 大会                              |
| -- | ------------ | ------------ | ---------- | ------ | -------- | --------------------------------- |
| 1. | 2009年9月9日 | モンテビデオ | コロンビア | 2-1    | 3-1      | 2010 FIFAワールドカップ・南米予選 |

## タイトル

### クラブ
ナシオナル・モンテビデオ
- プリメーラ・ディビシオン : 2002

### 代表
ウルグアイ代表
コパ・アメリカ : 2011